# Stelling van Weill
De stelling van Weill is een stelling in de euclidische meetkunde over bicentrische veelhoeken, dat wil zeggen veelhoeken met zowel een ingeschreven als een omgeschreven cirkel. 

## Stelling
Gegeven een veelhoek met {\displaystyle n} hoeken en een ingeschreven cirkel C en omgeschreven cirkel K. Volgens de porisme van Poncelet zijn er oneindig veel {\displaystyle n}-hoeken met C en K als ingeschreven resp. omgeschreven cirkel. De raakpunten van de zijden van deze {\displaystyle n}-hoeken met de ingeschreven cirkel vormen ook weer oneindig veel {\displaystyle n}-hoeken. De stelling van Weill stelt dat al deze veelhoeken hetzelfde zwaartepunt hebben. Dit vaste zwaartepunt heet het punt van Weill.

## In een driehoek
Elke driehoek heeft een punt van Weill. Dit is het zwaartepunt van de raakpuntendriehoek. Het punt van Weill van een driehoek heeft kimberlingnummer X(354). 
Laat W het punt van Weill zijn, O het middelpunt van de omgeschreven cirkel en I het middelpunt van de ingeschreven cirkel. De punten O, I en W zijn collineair, en 
{\displaystyle \mathrm {\frac {WI}{IO}} ={\frac {r}{3R}}={\frac {(a+b-c)(a-b+c)(-a+b+c)}{6abc}}}
waarin {\displaystyle r} de straal van de ingeschreven cirkel is en {\displaystyle R} de straal van de omgeschreven cirkel.
Barycentrische coördinaten voor het punt van Weill zijn
{\displaystyle {\big (}a((b-c)^{2}-a(b+c)):b((c-a)^{2}-b(a+c)):c((a-b)^{2}-c(a+b)){\big )}}